# Mycomya sachalinensis
Mycomya sachalinensis är en tvåvingeart som beskrevs av Zaitzev 1994. Mycomya sachalinensis ingår i släktet Mycomya och familjen svampmyggor. Inga underarter finns listade i Catalogue of Life.